# Havěť
Havěť (v originále Vermines) je francouzský hororový film z roku 2023, který režíroval Sébastien Vaniček. Snímek měl světovou premiéru na filmovém festivalu v Benátkách dne 8. září 2023.

## Děj
Kaleb žije ve výškovém činžovním domě na pařížském předměstí. Jednoho dne si pořídí jedovatého pavouka, který mu ale uteče a rozmnoží se po celé budově. Obyvatelé, kteří jsou umístěni v izolaci, musí čelit pavoukům, kteří se stále zvětšují.

## Obsazení
| Théo Christine      | Kaleb     |
| Sofia Lesaffre      | Lila      |
| Jérôme Niel         | Mathys    |
| Lisa Nyarko         | Manon     |
| Finnegan Oldfield   | Jordy     |
| Marie-Philomène Nga | Claudia   |
| Emmanuel Bonami     | Gilles    |
| Xing Xing Cheng     | paní Zhao |

## Ocenění
- César: nominace v kategoriích nejlepší vizuální efekty (Léo Ewald) a nejlepší filmový debut (Sébastien Vaniček)